# Stolidodere aurivillii
Stolidodere aurivillii là một loài bọ cánh cứng trong họ Cerambycidae.